# مشرف حماية البيانات الأوروبي
مشرف حماية البيانات الأوروبية (بالإنجليزية: European Data Protection Supervisor)‏ المعروف اختصاراً بـ EDPS هو هيئة إشرافية مستقلة هدفها الأساسي هو مراقبة وضمان احترام المؤسسات والهيئات الأوروبية لحق الخصوصية وحماية البيانات عند معالجة البيانات الشخصية وتطوير سياسات جديدة.
تم تعيين فويتشيك فييويرووفسكي ‏ بهذا المنصب بموجب قرار مشترك صادر عن البرلمان الأوروبي والمجلس وذلك لمدة خمس سنوات من تاريخ توليه منصبه في 6 ديسمبر 2019.
تصف لائحة الاتحاد الأوروبي 2018/1725 واجبات وصلاحيات مشرف حماية البيانات الأوروبي (الفصل السادس) بالإضافة إلى الاستقلال المؤسسي له باعتبار سلطة إشرافية. ويضع أيضًا قواعد حماية البيانات في مؤسسات الاتحاد الأوروبي.

## الأنشطة
تنص "لائحة حماية البيانات" على واجبات وصلاحيات مشرف حماية البيانات الأوروبي، فضلاً عن الاستقلال المؤسسي للسلطة الإشرافية. من الناحية العملية، يمكن تقسيم أنشطة مشرف حماية البيانات الأوروبي إلى ثلاثة أدوار رئيسية: الإشراف، والاستشارة، والتعاون.

### الإشراف
في الدور "الإشرافي"، تتمثل المهمة الأساسية للمشرف في مراقبة معالجة البيانات الشخصية في المؤسسات والهيئات الأوروبية. ويفعل المشرف ذلك بالتعاون مع مسؤولي حماية البيانات (DPO) الموجودين في كل مؤسسة وهيئة أوروبية. يتعين على مسؤول حماية البيانات إخطار المشرف بأي عمليات معالجة تتضمن بيانات شخصية حساسة أو من المحتمل أن تشكل مخاطر محددة أخرى. ثم يقوم المشرف بتحليل هذه المعالجة فيما يتعلق بلائحة حماية البيانات ويصدر رأي "التحقق المسبق". وفي أغلب الحالات، يؤدي هذا إلى مجموعة من التوصيات التي يتعين على المؤسسة أو الهيئة تنفيذها لضمان الامتثال لقواعد حماية البيانات.

### الاستشارة
في دوره "الاستشاري"، يقدم مشرف حماية البيانات الأوروبي المشورة لكل من المفوضية الأوروبية والبرلمان الأوروبي ومجلس الاتحاد الأوروبي بشأن قضايا حماية البيانات في مجموعة من مجالات السياسة. يرتبط هذا الدور الاستشاري بمقترحات التشريعات الجديدة بالإضافة إلى المبادرات الأخرى التي قد تؤثر على حماية البيانات الشخصية في الاتحاد الأوروبي. وعادة ما يؤدي ذلك إلى رأي رسمي، ولكن قد يقدم المشرف أيضًا إرشادات على شكل تعليقات أو أوراق سياسية. ويتم أيضًا رصد التطورات التكنولوجية التي تؤثر على حماية البيانات كجزء من هذا النشاط.

### التعاون
يتعاون مشرف حماية البيانات الأوروبي مع سلطات حماية البيانات الأخرى من أجل تعزيز نهج متسق لحماية البيانات في جميع أنحاء أوروبا.